# النا فومینا
النا فومینا (انگلیسی: Elena Fomina؛ زادهٔ ۵ آوریل ۱۹۷۹) بازیکن فوتبال اهل اتحاد جماهیر شوروی سوسیالیستی است.

وی همچنین در تیم ملی فوتبال زنان روسیه بازی کرده‌است.